# Summitville (Indiana)
Summitville – miasto w Stanach Zjednoczonych, w stanie Indiana, w hrabstwie Madison.